# Blåsgrund
Blåsgrund är en i mezzotintogravyren ibland förekommande grundering, som i stället för granuleringsstål eller mezzotintvagga åstadkoms genom att sand blåses mot plåtytan. Trycket förfaller torrt och kallt i jämförelse med andra mezzotintogravyrer.